# Col du Noyer
Pour les articles homonymes, voir Noyer (homonymie).
Le col du Noyer est un col séparant les vallées du Champsaur et du Dévoluy dans les Hautes-Alpes. D'une altitude de 1 664 m, il est situé entre le Pic Ponsin et la Tête du Tourneau. Il franchit l'arête orientale du massif calcaire du Dévoluy.
Il est caractérisé par un versant côté Champsaur très abrupt, et côté interne au Dévoluy relativement plat.
La route du col reste fermée près de 6 mois par an du fait de l'enneigement et de fréquentes chutes de pierres.
Au sommet se trouve un refuge Napoléon reconverti en bar-restaurant-souvenir.

## Histoire

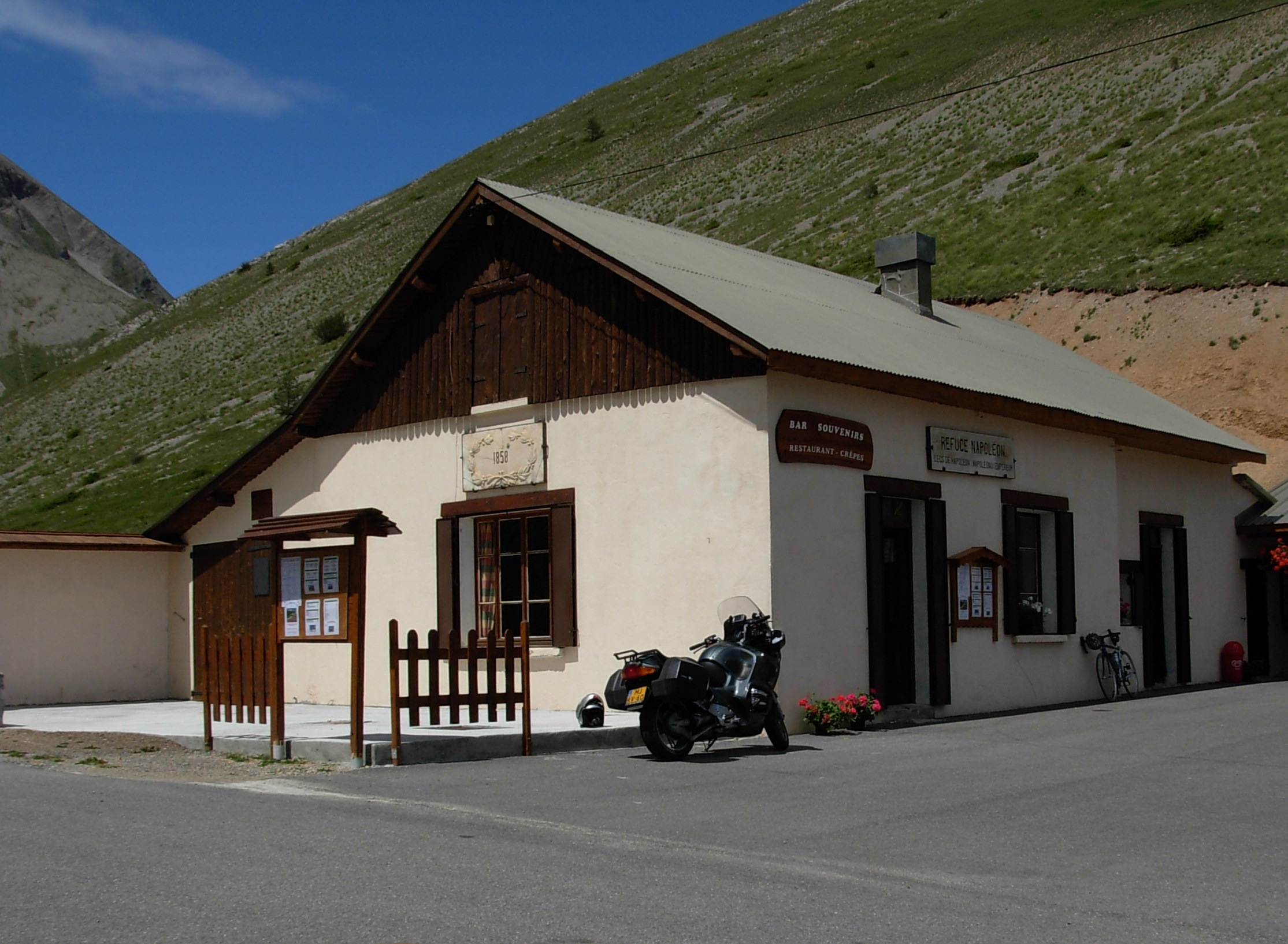
Le refuge Napoléon du col du Noyer.

La route qui emprunte le col fut construite dans les années 1850 en remplacement du sentier muletier.
Première route d'accès au Dévoluy, elle favorisa des contacts privilégiés de cette vallée avec le Champsaur. On l'empruntait également pour se rendre à Gap.
La présence au col de l'un des 6 refuges Napoléon construits en 1858, témoigne de l'importance qu'avait cette route à l'époque.
Les produits de toutes sortes, ravitaillant le canton de Saint-Étienne-en-Dévoluy, transitaient par cette route toute l'année. L'hiver, les conditions étaient très difficiles avec le vent du Nord glacial et la neige très abondante. 
Jusqu'en 1900, des hommes expérimentés faisaient l'aller-retour à pied quotidiennement (environ 50 km par jour) entre Saint-Bonnet-en-Champsaur et Saint-Étienne-en-Dévoluy, transportant courrier, marchandises, argent, commissions orales, et servant souvent de guides. Avec l'ouverture routière du col du Festre à la fin du XIXe siècle, l'utilisation du col du Noyer devint peu à peu désuète, et les habitudes se perdirent. La route, récemment dotée d'un nouvel enrobage, a une fonction essentiellement touristique et cycliste.

## Le col et le sport
Le col offre deux ascensions possibles : le versant ouest, côté Dévoluy, et le versant est, qui domine la vallée du Champsaur. Il y a deux variantes possibles pour l'ascension du col côté Dévoluy : la montée par le hameau de Truziaud ou bien la montée par le hameau du Pin. La montée côté Champsaur passe le village du Noyer et offre des pourcentages soutenus jusqu'au col.
Le col du Noyer a été franchi à 5 reprises par le Tour de France. Il a été classé en 2e ou en 1re catégorie lors de ses passages. Voici les coureurs qui ont franchi les premiers le col :
- 1970 : Raymond Delisle  France
- 1971 : Luis Ocaña  Espagne
- 1982 : Pascal Simon  France
- 2010 : Mario Aerts  Belgique
- 2024 : Richard Carapaz  Équateur

Le col a été emprunté lors de la 7e étape du Critérium du Dauphiné 2013, où Samuel Sánchez est passé en tête. Lors de la dernière étape du Critérium du Dauphiné 2016 reliant Le Pont-de-Claix à SuperDévoluy, les coureurs ont monté le col du Noyer par le versant Champsaur ; Steve Cummings est passé en tête au col.
De plus, la route est fermée deux fois par an à la circulation pour être réservée à la pratique du cyclisme, mais ce parcours est également emprunté par la course locale de l'Alpigap.
Un autre type d'épreuve y fut organisé ces dernières années, le « défi du Noyer », une course d'athlétisme hors-stade entre Le Noyer et le col.